# Beau-père de l'Europe
Pour les articles homonymes, voir Beau-père.
L'expression « beau-père de l'Europe » est un surnom qui a été octroyé à deux souverains européens ayant vécu à la fin du XIXe et au début du XXe siècle : le roi de Danemark Christian IX (1818-1906) et le roi de Monténégro Nicolas Ier (1841-1921).
Le fait qu'ils soient tous deux les souverains d'une puissance moyenne ou modeste, et qu'ils aient eu de nombreux enfants, leur a permis de les marier aux héritiers de grandes familles royales européennes, voire de les installer sur un trône à pourvoir.

## ChristianIXde Danemarket ses enfants
Christian IX de Danemark a eu 6 enfants :

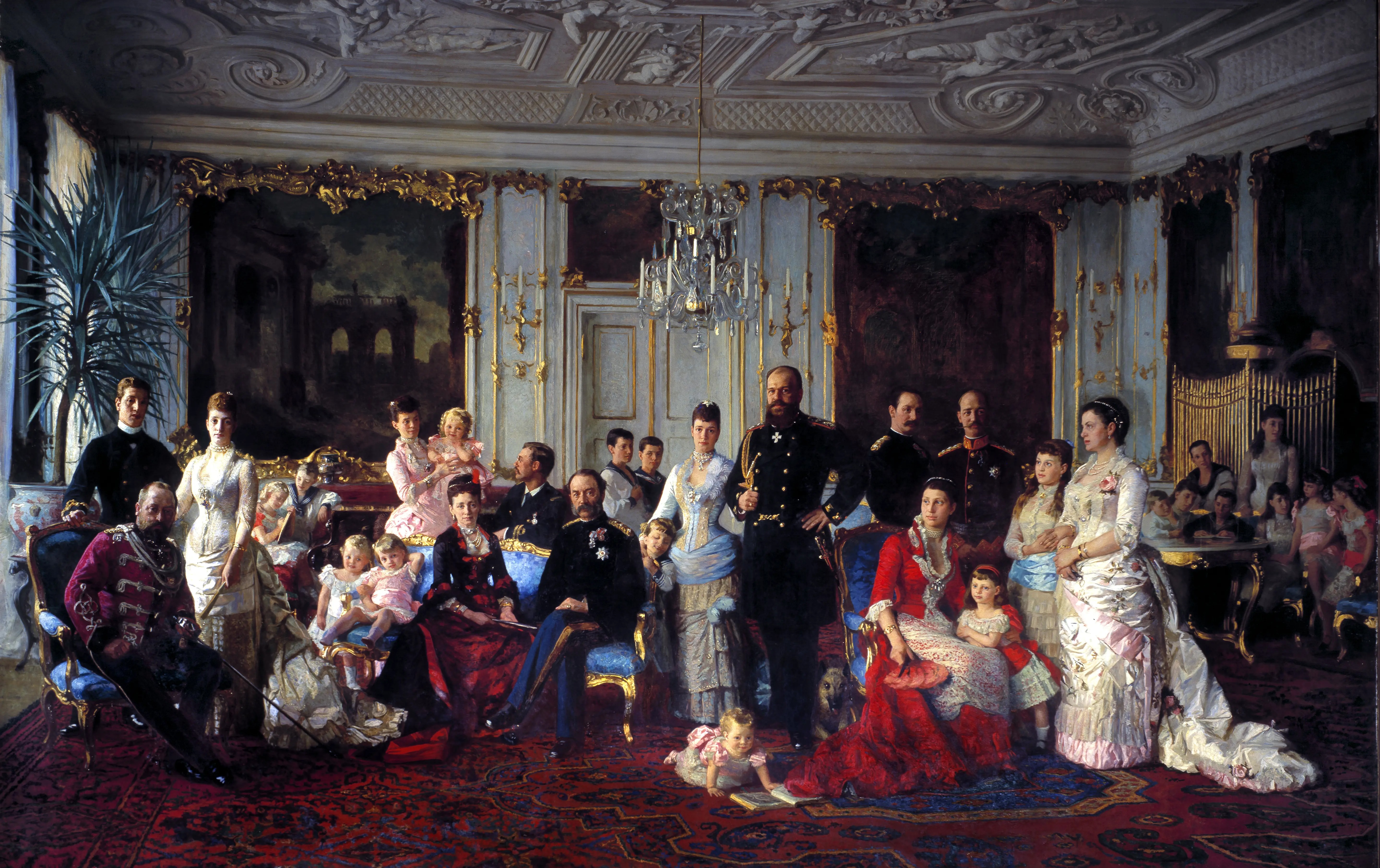
Christian IX de Danemark et sa famille.

- Frédéric VIII de Danemark (1843-1912), roi de Danemark, époux de la princesse Louise de Suède (1851-1926) ;
- Alexandra de Danemark (1844-1925), épouse du roi Édouard VII du Royaume-Uni (1841-1910) ;
- Georges Ier de Grèce (1845-1913), roi des Hellènes, époux de la grande-duchesse Olga Constantinovna de Russie (1851-1926) ;
- Dagmar de Danemark (1847-1928), épouse du tsar Alexandre III de Russie (1845-1894) ;
- Thyra de Danemark (1853-1933), épouse du prince Ernest-Auguste II de Hanovre (1845-1923) ;
- Valdemar de Danemark (1858-1939), époux de la princesse Marie d'Orléans (1865-1909).

Certains de leurs descendants ont été souverains de Grèce, de Russie et de Roumanie, et sont encore aujourd'hui souverains de Danemark, de Norvège, de Luxembourg, de Belgique, du Royaume-Uni et d'Espagne.

## NicolasIerde Monténégro et ses enfants
Nicolas Ier de Monténégro a eu 12 enfants :

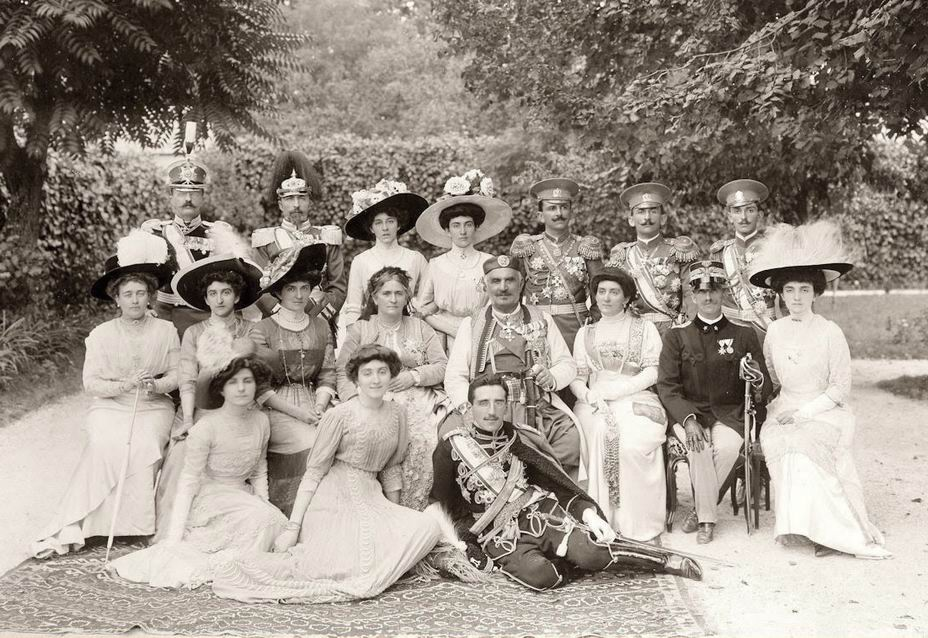
Nicolas Ier de Monténégro et sa famille.

- Zorka de Monténégro (1864-1890), épouse du roi Pierre Ier de Serbie (1844-1921) ;
- Militza de Monténégro (1866-1951), épouse du grand-duc Pierre Nikolaïevitch de Russie (1864-1931) ;
- Anastasia de Monténégro (1868-1935), épouse du duc Georges Maximilianovitch de Leuchtenberg (1852-1912) puis du grand-duc Nicolas Nikolaïevitch de Russie (1856-1929) ;
- Maritza de Monténégro (1869-1885) ;
- Danilo II de Monténégro (1871-1939), roi du Monténégro, époux de la duchesse Jutta de Mecklembourg-Strelitz (1880-1946) ;
- Hélène de Monténégro (1873-1952), épouse du roi Victor-Emmanuel III d'Italie (1869-1947) ;
- Anne de Monténégro (1874-1971), épouse du prince François-Joseph de Battenberg (1861-1924) ;
- Sophie de Monténégro (1876-1876) ;
- Mirko de Monténégro (1879-1918), époux de Natalija Konstantinović (1882-1950) ;
- Xenia de Monténégro (1881-1960) ;
- Vera de Monténégro (1887-1927) ;
- Pierre de Monténégro (1889-1932), époux de Violette Wegner (1887-1960).

Certains de leurs descendants ont été souverains de Monténégro, de Yougoslavie, d'Italie et de Bulgarie.